# Lübecker Becken

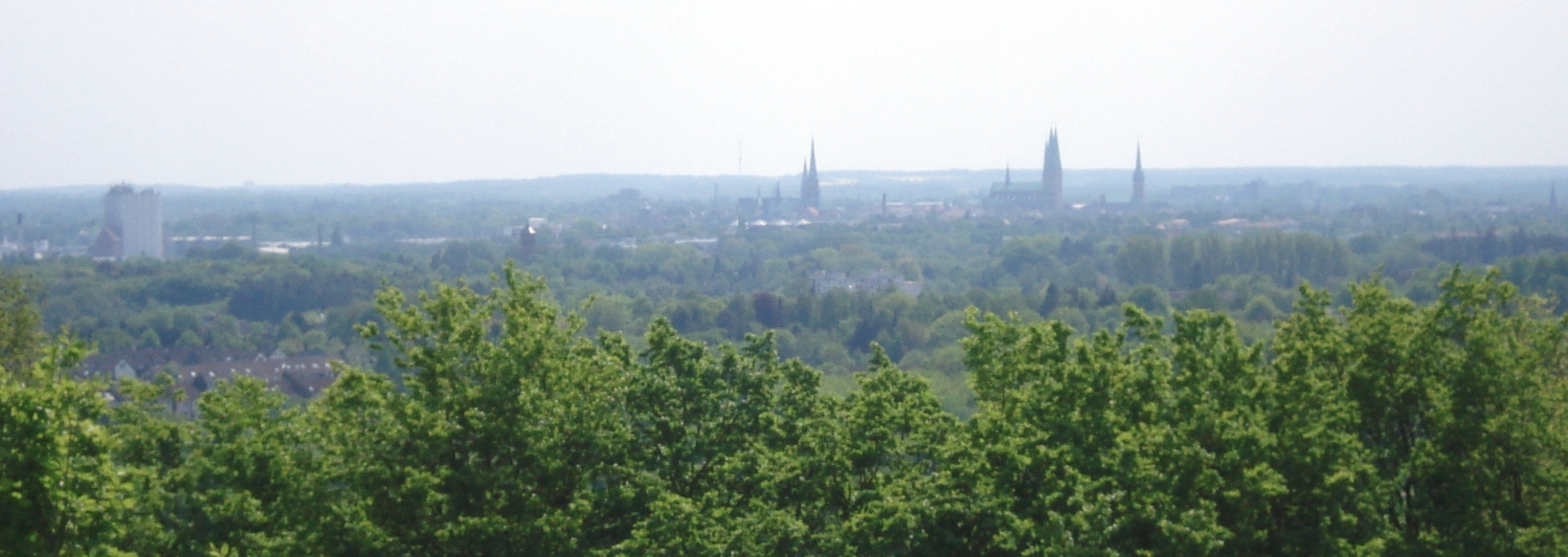
Blick in das „Lübecker Becken“ (von der Bismarcksäule auf dem Pariner Berg) und auf Lübeck

Das Lübecker Becken ist ein geologisches Becken im Östlichen Hügelland im Südosten des Landes Schleswig-Holstein, das zur Norddeutschen Tiefebene gehört. In dem relativ flachen Becken liegt das Siedlungsgebiet der Agglomeration Lübeck, mit der Lübecker Altstadt etwa im Zentrum der Ebene. 

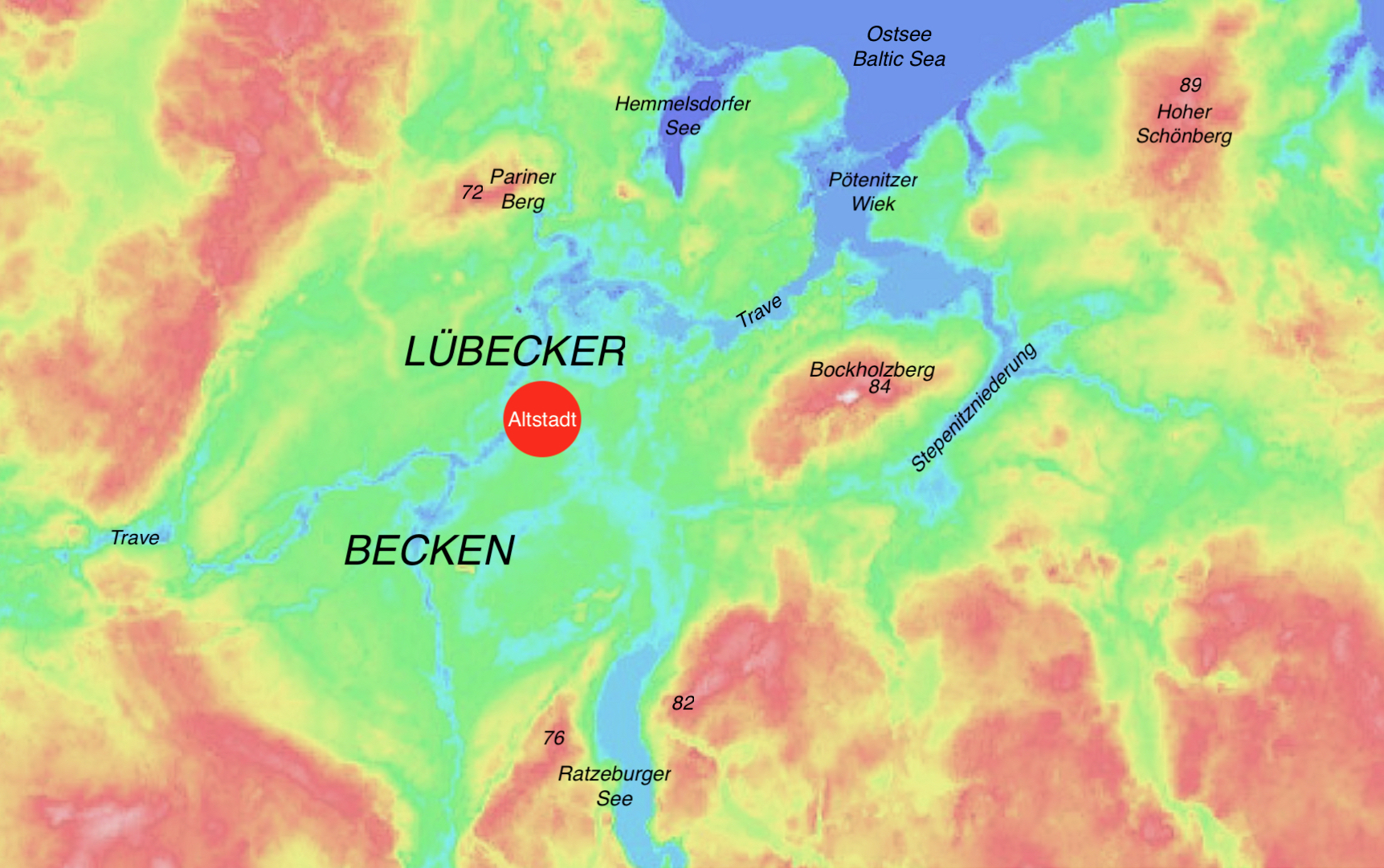
Höhenverhältnisse in der Region Lübeck (zwischen 0 und)

Es handelt sich um das Gebiet eines früheren Schmelzwasserstausees (Eisstausee), in dem sich das Wasser der am Ende der letzten Kaltzeit (der Weichsel-Kaltzeit) abtauenden Gletscher vor rund 11.500 Jahren sammelte. Dieser See wurde im Norden, Westen und Süden von einer bis zu ungefähr 80 m hohen Kette von Endmoränen abgetrennt – im Osten wurde der Wasserabfluss durch die zurückweichenden Gletscher blockiert. Die Gletscher zogen sich Richtung NO zurück und schmolzen schließlich im Baltischen Meer (Ostsee). Als Abflussrinnen der zurückgehenden Vereisung in dem Bereich sind noch die Travemündung (Traveförde) und der Hemmelsdorfer See (Hemmelsförde) nachzuvollziehen. Durch die Lage der Moränen erhielt das Becken eine annähernd rechteckige Form.
Im stehenden Wasser des Lübecker Beckens konnten sich die durch das Schmelzwasser eingeschwemmten feine Tone – entstanden durch die Mahltätigkeit der Gletscher – ablagern und Tonschichten bilden. Diese heute dicht unter der Erdoberfläche liegenden Tonschichten wurden und werden abgebaut und unter anderem für die Herstellung von Ziegelsteinen verwendet, aus denen beispielsweise die typischen Lübecker Bauten in Backstein (Backsteingotik) errichtet wurden. Das in der Germania Slavica im 9. Jahrhundert dicht besiedelte Becken ist Gegenstand archäologischer Forschung.

## Belege
1. ↑  Karl Gripp: Über den morphologischen Nachweis großer Schwankungen des Eisrandes. In: Eiszeitalter und Gegenwart. 1. Jahrgang, 1951, S. 65–69, doi:10.3285/eg.01.1.06.
2. ↑  Unter anderem Günter P. Fehring: Besiedlungsstrukturen des Lübecker Beckens und ihre Voraussetzungen in slawischer Zeit. In: Zeitschrift für Archäologie. Band 18, 1984, S. 81–92; Karl-Heinz Willroth: Das Lübecker Becken im frühen Mittelalter. Eine Bestandsaufnahme slawischer Fundstellen. In: Lübecker Schriften zur Archäologie und Kulturgeschichte. Band 11, 1985, S. 7–51.